# Tania Williams
Tania Williams (23 april 1965) is een voormalig Australisch waterskiester.

## Levensloop
Williams startte met waterskiën op zesjarige leeftijd en won op haar 12 jaar haar eerste Australische titel. Ze werd in 1987 wereldkampioene in de Formule 1 van het waterski racing. Daarnaast werd ze tienmaal Australisch kampioen. In 2008 liep ze zware verwonding op tijdens een crash tegen hoge snelheid.
Ze is de levenspartner van waterskiër Chris Teelow. Hun dochter Sarah was eveneens actief in het waterskiën. Ze kwam om het leven tijdens de  Bridge to Bridge Ski Race in 2013.

## Palmares
- Wereldkampioenschap: 1987